# Aulonemia trianae
Aulonemia trianae är en gräsart som först beskrevs av William Munro, och fick sitt nu gällande namn av Mcclure. Aulonemia trianae ingår i släktet Aulonemia och familjen gräs.
Artens utbredningsområde är Colombia. Inga underarter finns listade i Catalogue of Life.